# Карлавські Сивашники
Карлавські Сивашники — група мілководних лагун Каркінітської затоки Чорного моря.
Отримали свою назву за татарською назвою довколишнього населеного пункту Карлав Сніжне Чорноморського району.

## Географія
Максимальна глибина — 1.5 м, середня — 0.3-0.5 м. Карлавські Сивашники розташовані між Ярилгачськой бухтою (на півночі), озерами Ярилгач (озеро) (на сході) і Панське (на заході) і територіальною дорогою Т-01-07 (на південному сході) сполученням Чорноморське — Роздольне, ділянка Чорноморське-Міжводне). Від Ярилгацької бухти відділена піщаною косою і з нею з'єднується тільки вузькою короткою протокою. У літній період площа водного дзеркала лагун скорочується через посушливу погоду, особливо мілководні місця періоду весняного розливу, що утворюють східну (прилегла частина до коси) і частково південну частини лагун. Дно лагуни приховано мулом, а також різними водоростями.
Коса яка відокремлює лагуну від бухти є місцем відпочинку туристів-дикунів, які організовують тут у літній період стихійні місця відпочинку (наметові містечка і стоянки особистого автотранспорту). Також у літній період тут влаштовується ще один рід туристичної діяльності — кайтсерфінг, через більш спокійний стан водного дзеркала на відміну від Ярилгацької бухти. Це одне з двох місць кайтсерфінгу в Чорноморському районі (інша — озеро Лиман).
Карлавські Сивашники служать місцем розмноження і раннього розвитку, а також життя, флори і фауни Чорного моря, через більш спокійну екосистему. Тут можна зустріти креветок, скатів, риб. Тут влітку місцеві жителі і туристи ловлять креветок.